# Le Cinquième Cavalier
Pour les articles homonymes, voir Le Cinquième Cavalier (homonymie) et Horseman.
Le Cinquième Cavalier (titre en anglais : The Fifth Horseman) est un roman-fiction à suspense paru en 1980, coécrit par Larry Collins et Dominique Lapierre. Il imagine le premier chantage nucléaire de l'histoire.
Mouammar Kadhafi aurait caché une bombe nucléaire dans New York pour obtenir l'évacuation des colonies israéliennes installées dans les Territoires palestiniens occupés depuis la guerre des Six Jours, de même celle de Jérusalem-Est et aussi le retour des Palestiniens sur leurs terres en toute souveraineté. Le roman se déroule au début des années 1980, principalement à New York, mais aussi à Paris, Marseille, en Israël et dans divers lieux de Libye.
La couverture du livre porte une illustration composée à partir d'un détail d'une œuvre du peintre romantique allemand Peter von Cornelius Les Quatre Chevaliers de l'Apocalypse (1846), présentée à la Nationalgalerie de Berlin.

## Résumé
La Maison-Blanche reçoit un message. Il est remis après traduction depuis l'arabe au président des États-Unis : le colonel Kadhafi y explique que si dans 36 heures les Israéliens ne rendent pas leurs terres aux Palestiniens, une bombe H détruira New York. Mais pas un mot aux médias ni à la population ; tout doit se faire dans le plus grand secret, sinon la bombe explosera.
Un Conseil de sécurité est réuni dans le Pentagone. Que faire ? Négocier ? Accepter le marché ? Prévenir la population ? Les experts sont formels : il n'est pas possible d'évacuer la ville ni d'accepter le marché ; il faut trouver la bombe et négocier avec Kadhafi pour augmenter le temps disponible. Des milliers de policiers sont réquisitionnés pour chercher la bombe.

## Thèmes abordés
Le livre permet de se poser des questions par rapport au terrorisme, aux guerres de religions et aux moyens mis en œuvre pour s'en protéger et pour les comprendre. La recherche pour le réalisme des discussions et des mécanismes diplomatiques aura nécessité plus de quatre ans de la part des auteurs.